# Papilio lamarchei
Papilio lamarchei är en fjärilsart som beskrevs av Otto Staudinger 1892. Papilio lamarchei ingår i släktet Papilio och familjen riddarfjärilar.
Artens utbredningsområde är Bolivia. Inga underarter finns listade i Catalogue of Life.